# Kepler-131b
Kepler-131b é um planeta extrassolar que está em órbita de Kepler-131, uma estrela localizada a aproximadamente 738 anos-luz (226 pc) de distância a partir do Sol, na constelação de Lyra. O sistema planetário Kepler-131 tem, pelo menos, dois planetas extrassolares. na constelação de Lyra. Este planeta foi descoberto pelo telescópio espacial Kepler usando o método de trânsito, quando o efeito de escurecimento que faz um planeta como ele quando cruza em frente da sua estrela é medido. Ele foi confirmado utilizando uma combinação de imagens espectroscópicas de alta resolução e e espectroscopia Doppler. Esta análise deixa a probabilidade desse planeta ser um falso positivo inferior a 1 por cento e coloca estimativas do tamanho e da massa do planeta.